# ليو جون
ليو جون (بالصينية: 刘军) (25 سبتمبر 1983 بتشينغداو في الصين - ) هو لاعب كرة قدم صيني في مركز حراسة المرمى. لعب مع كينغداو جونون.